# Astyanax paranae
Astyanax paranae é uma espécie de peixe de água doce nativo do Brasil da família dos caracídeos (Characidae) e do gênero astyanax, popularmente conhecidos como lambaris ou tambiús.

## Etimologia
O nome do gênero tem origem na mitologia grega, na qual Astyanax é o nome do filho de Heitor, príncipe de Tróia. O epíteto específico paranae faz alusão ao nome da bacia hidrográfica onde é encontrado (Bacia do Paraná).

## Caracterização
A espécie Astyanax paranae é um peixe da família dos Caracídeos que alcança desde pequeno a grande porte, variando de 26 a 108 milímetros de comprimento.
Sua cabeça apresenta forma arredondada com boca terminal e maxilar formando um ângulo maior que 90º com o pré maxilar; o qual é característico por apresentar duas séries de dentes. Seus olhos apresentam variação de tamanho em relação ao comprimento do corpo, podendo ser pequenos ou grandes.
As escamas encontradas nesta espécie não apresentam padrão uniforme de distribuição de cromatóforos na escama, permitindo sua diferenciação com outras espécies do gênero. Outra característica morfológica que auxilia na identificação da espécie é a presença de menos de 21 raios ramificados na nadadeira anal e mais de 13 séries longitudinais de escamas no pedúnculo caudal.  Além disso, o dimorfismo sexual da espécie é evidente em indivíduos adultos, sendo que o macho apresenta forma do corpo retilínea, enquanto a fêmea apresenta corpo em forma mais roliça.
Em relação ao seu comportamento, a espécie é pacífica e gregária, ou seja, tende a viver em bandos. Ocasionalmente podem mordiscar peixes mais lentos ou que apresentem longas nadadeiras, mas sua dieta principal consiste de vermes, crustáceos, insetos e secundariamente material vegetal.
Consiste de uma espécie ovípara, na qual durante a corte, o macho conduz a fêmea para liberar os ovos não adesivos em meio a plantas, os quais serão fecundados. A maioria dos ovos irá cair para o fundo ou poderá ficar flutuando, eclodindo em até 2 dias, sendo que após esse período as larvas estarão nadando livremente sem cuidado parental.

### Distribuição e habitat
Ampla distribuição (América do Sul), por toda bacia do rio Paraná, é uma espécie típica de cabeceira, ou seja, vive perto da nascente do rio. A faixa de temperatura da água preferencial para a vida dessa espécie é de 24°C a 28°C e o pH de 6.0 a 7.6.

### Filogenia
A espécie A. paranae, descrita por Eigenmann (1914) é considerada uma espécie comum na bacia do alto rio Paraná. Essa espécie pertence à ordem Characiformes, grupo dominante entre os peixes de água doce da América do Sul, sendo a família Characidae a maior e mais complexa desta ordem, englobando a maior parte dos peixes dulcícolas brasileiros (Fowler, 1948; Godoy, 1975; Nelson, 1984; Britski, 1972; Britski et al., 1999;).
O gênero Astyanax foi inicialmente proposto por Baird e Girard em 1854, conhecido popularmente como o grupo dos “Lambaris”, sendo um dos maiores em número de espécies entre os peixes Neotropicais, com cerca de 100 espécies válidas descritas (Lima et al., 2003; Haluch & Abilhoa, 2005;Melo & Buckup, 2006; Bertaco & Garutti, 2007). A primeira e mais completa revisão deste gênero foi realizada por Eigenmann entre 1921 e 1927, validando 74 espécies e subespécies. A sistemática do gênero é complicada e ainda não está resolvida devido à falta de evidências para corroborar seu status monofilético, podendo se tratar de diferentes e independentes linhagens evolutivas  (Weitzman & Fink, 1983; Zanata, 1995; Weitzman & Malabarba, 1998; Melo & Buckup, 2006; Bertaco & Garutti, 2007).
Em 1921, Eigenmann descreveu o complexo Astyanax scabripinnis, composto de subespécies compartilhando número reduzido de raios ramificados da nadadeira anal, altura do corpo reduzida, cabeça e corpo robustos (Garutti & Britski, 2000; Bertaco & Lucena, 2006; Melo & Buckup, 2006). No entanto, ao descrever o complexo, Eigenmann reconheceu diferenças morfológicas populacionais e as atribuiu erroneamente como subespécies e não como espécies distintas estritamente relacionadas. Em 1991, os autores Moreira-Filho & Bertollo, com base em caracteres morfológicos e cariotípicos, diagnosticaram ao menos seis populações dos rios da bacia do rio São Francisco e alto do rio Paraná e reconheceram o complexo scabripinnis como um complexo de espécies. A discussão foi expandida por Bertaco & Malabarba em 2001, descrevendo duas novas espécies do complexo. Atualmente, a tendência é a consideração das 16 subespécies de Astyanax scabripinnis como espécies válidas (Bertaco & Malabarba, 2001; Lima et al., 2003; Bertaco & Lucena, 2006). A espécie A. paranae é a única espécie do complexo scabripinnis presente na bacia do Paraná.